# یاماموتو گونوهیوئه
یاماموتو گونوهیوئه (انگلیسی: Yamamoto Gonnohyōe؛ زاده ۲۶ نوامبر ۱۸۵۲ درگذشته ۸ دسامبر ۱۹۳۳) یک سیاست‌مدار اهل ژاپن بود.